# プリンセスネシアン
プリンセスネシアン（Princessnesian、1964年 - 1981年）は、アメリカ合衆国のサラブレッド競走馬、繁殖牝馬。古馬になってからの活躍が多く、主な勝ち鞍に1968年のハリウッドゴールドカップがある。

## 経歴
母アラネシアンを所有していた馬主ウィリアム・ハギン・ペリーの生産したサラブレッドの牝馬で、ペリー所有のまま競走馬となった。兄にはサンタアニタダービーを制したボールドネシアンがいたが、それとは似ずに若い頃はあまり芽が出ず、3歳時のステークス成績はハリウッドオークスで3着になったのが関の山だった。
4歳になった1968年から本格化し、年初からサンタマリアハンデキャップ・サンタマルガリータハンデキャップと連続して2着、続くサンタバーバラハンデキャップで勝利して初のステークス勝ちを収めた。その後もホーリーパークレディーズハンデキャップ、ミレイディハンデキャップと勝ちを重ね、7月13日のハリウッドゴールドカップでは牡馬を相手にしながらも2着馬レーシングルームをクビ差抑えて勝利を収めた。牝馬のハリウッドゴールドカップ優勝は史上3頭目の快挙でもあった。5歳となった1969年3月1日のサンタマルガリータインビテーショナルハンデキャップで優勝したのを最後に引退し、クレイボーンファームで繁殖牝馬となった。
繁殖牝馬としては11頭を生み、うち7頭が競走馬となり、4頭が勝ち上がっている。最も活躍したのが1979年生のローズ（Lords、父ホイストザフラッグ）で、同馬はアイルランドでブランドフォードステークス（G2）などで勝ち星を挙げた。他の産駒では1977年生のロイヤルニジンスキー（父Nijnsky）が種牡馬として日本に輸入され、ワイドバトル（小倉大賞典）やバレロッソ（七夕賞）などを出した。牝系子孫では、曾孫にフロリダダービーなどに優勝したハーランズホリデーがいる。

## 血統表
| プリンセスネシアンの血統               | プリンセスネシアンの血統              | プリンセスネシアンの血統 | （血統表の出典）    | （血統表の出典） |
| 父系                                   | プリンスキロ系                        | プリンスキロ系           | プリンスキロ系      | [ § 2 ]          |
| 父 Princequillo アイルランド 鹿毛 1940 | 父の父Prince Rose イギリス 鹿毛 1928  | Rose Prince              | Prince Palatine     | Prince Palatine  |
| 父 Princequillo アイルランド 鹿毛 1940 | 父の父Prince Rose イギリス 鹿毛 1928  | Rose Prince              | Eglantine           |                  |
| 父 Princequillo アイルランド 鹿毛 1940 | 父の父Prince Rose イギリス 鹿毛 1928  | Indolence                | Gay Crusader        | Gay Crusader     |
| 父 Princequillo アイルランド 鹿毛 1940 | 父の父Prince Rose イギリス 鹿毛 1928  | Indolence                | Barrier             |                  |
| 父 Princequillo アイルランド 鹿毛 1940 | 父の母Cosquilla イギリス 鹿毛 1933    | Papyrus                  | Tracery             | Tracery          |
| 父 Princequillo アイルランド 鹿毛 1940 | 父の母Cosquilla イギリス 鹿毛 1933    | Papyrus                  | Miss Matty          |                  |
| 父 Princequillo アイルランド 鹿毛 1940 | 父の母Cosquilla イギリス 鹿毛 1933    | Quick Thought            | White Eagle         | White Eagle      |
| 父 Princequillo アイルランド 鹿毛 1940 | 父の母Cosquilla イギリス 鹿毛 1933    | Quick Thought            | Mindful             |                  |
| 母 Alanesian アメリカ 鹿毛 1954        | 母の父Polynesian アメリカ 黒鹿毛 1942 | Unbreakable              | Sickle              | Sickle           |
| 母 Alanesian アメリカ 鹿毛 1954        | 母の父Polynesian アメリカ 黒鹿毛 1942 | Unbreakable              | Blue Glass          |                  |
| 母 Alanesian アメリカ 鹿毛 1954        | 母の父Polynesian アメリカ 黒鹿毛 1942 | Black Polly              | Polymelian          | Polymelian       |
| 母 Alanesian アメリカ 鹿毛 1954        | 母の父Polynesian アメリカ 黒鹿毛 1942 | Black Polly              | Black Queen         |                  |
| 母 Alanesian アメリカ 鹿毛 1954        | 母の母Alablue アメリカ 鹿毛 1945      | Blue Larkspur            | Black Servant       | Black Servant    |
| 母 Alanesian アメリカ 鹿毛 1954        | 母の母Alablue アメリカ 鹿毛 1945      | Blue Larkspur            | Blossom Time        |                  |
| 母 Alanesian アメリカ 鹿毛 1954        | 母の母Alablue アメリカ 鹿毛 1945      | Double Time              | Sir Gallahad        | Sir Gallahad     |
| 母 Alanesian アメリカ 鹿毛 1954        | 母の母Alablue アメリカ 鹿毛 1945      | Double Time              | Virginia L.         |                  |
| 母系(F-No.)                            | (FN:4-m)                              | (FN:4-m)                 | (FN:4-m)            | [ § 3 ]          |
| 5代内の近親交配                        | Prince Palatine 4x5                   | Prince Palatine 4x5      | Prince Palatine 4x5 | [ § 4 ]          |
| 出典                                   | 1. 2. 3. 4.                           | 1. 2. 3. 4.              | 1. 2. 3. 4.         | 1. 2. 3. 4.      |